# 鯨豚水族館

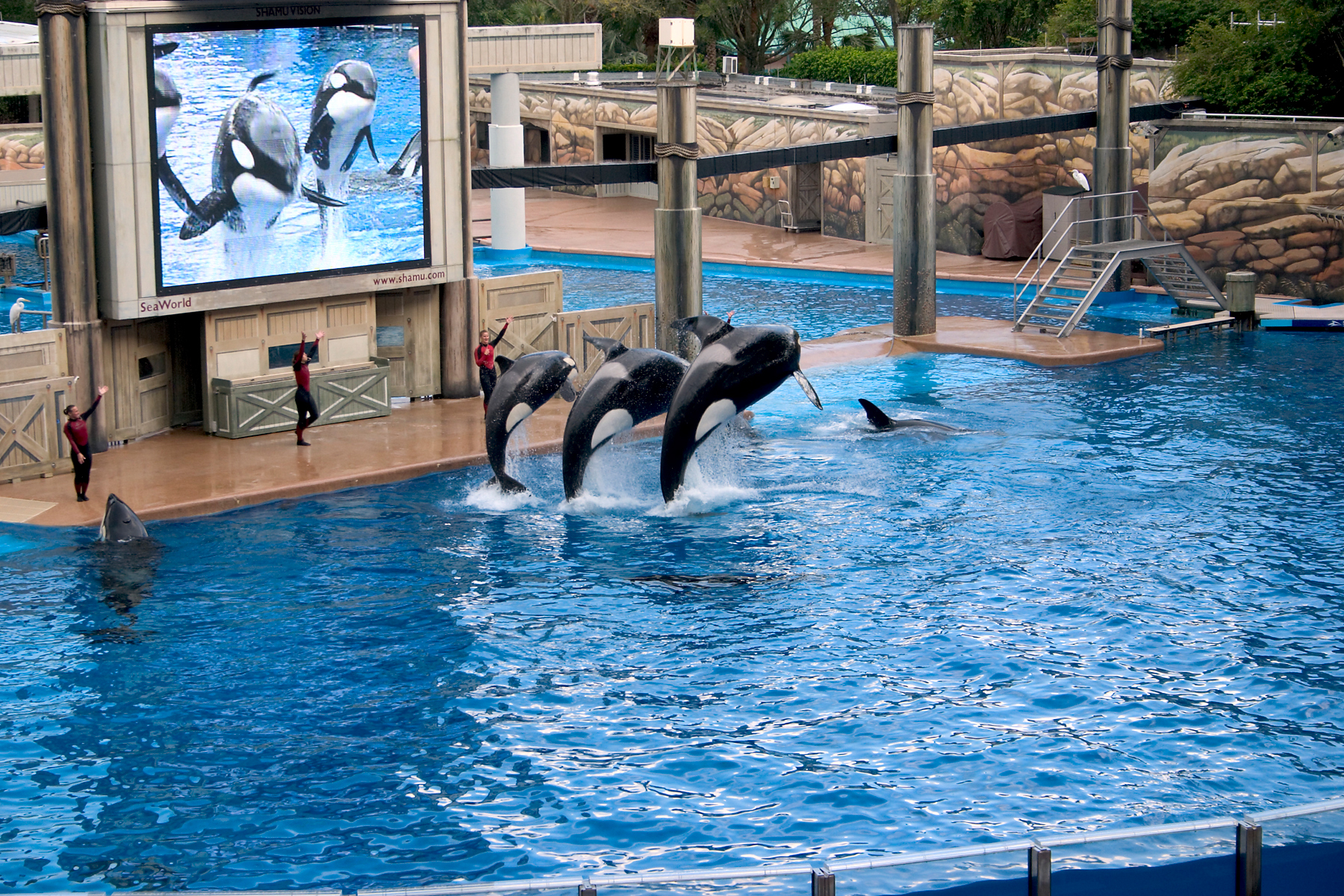
2004年美国佛罗里达州奧蘭多海洋世界，名為“莎姆秀”的虎鯨表演

鯨豚水族館是飼養鯨豚類動物的水族館，多以“海洋公園”或“海洋世界”命名，有些为大型动物园或主题公园的一部分，往往还包含其他动物和觀賞項目。在水族馆内，多數鯨豚類被飼養在水池中，少數飼養在半開放的海灣或網箱中，用於商業演出或科研。被饲养的鯨豚類中最常见的是宽吻海豚，因其相對容易训练且在人工飼養下的寿命較长。鯨豚類的贸易受到国际管制，但在人工驯养方面並無統一的國際標準，如飼養池的最小尺寸和其他规格等，各国均有所不同。
自1860年代起，人們便一直在飼養鯨豚類。世界上首個经营性鯨豚水族館为美国佛罗里达海洋世界，開設於1938年。直到1960年代，鯨豚類表演的受欢迎程度还在迅速上升。1970年代以来，人们对動物福利的日益关注促成了更加严格的监管，这最终导致一些国家关闭了部分場館。尽管存在这种趋势，但欧洲、北美和日本目前仍有許多鯨豚水族館。
鯨豚水族館拉近了人类与鲸豚类动物之間的距離，使人們得以更為直觀地認識和欣賞鲸豚类。然而，将原本属于海洋的鲸豚类饲养在狭小的人造水池内，不仅剝奪了它们的自由，同时嚴苛的訓練任務也带給它们沉重的精神負擔，不少人工饲养的鲸豚类都表现出严重的抑郁、焦虑和狂躁情绪，因此驯养鲸豚类用作商演被普遍认为是对它们的残害虐待。当前鯨豚水族馆已成為極富爭議性的話題，許多動物保護組織都呼吁人们拒绝动物表演，促使此类机构退出历史舞台。

## 歷史沿革
鯨豚類的人工飼養，始於1859年的美国波士頓水族公園和紐約市巴納姆美國博物館，而世界上首個將鯨豚類用於娛樂性商業演出的水族館，是1938年成立於佛罗里达州圣奥古斯丁市的佛罗里达海洋世界，该场馆开启了訓練海豚表演雜技的先例，使更多的水族馆开始經營海豚表演。在1960年代的美國，自1963年的电影《Flipper》和次年的同名電視連續劇播出以後，驯养海豚用作娛樂表演越来越受欢迎。1966年，第一只海豚出口到欧洲。由于缺少法律約束和对動物福利的关注，鯨豚水族馆在過去的幾十年間迅速發展，遍及世界各國。
1972年美國通過了《海洋哺乳動物保護法案》，加上人們逐漸重視動物福利，迫使世界各地的许多鲸豚水族馆关闭。一个突出的例子是英国，在1970年代早期，英國至少有36個經營海豚表演的場館或巡迴演出團，但到了1993年已全部停業。匈牙利的最後一家鯨豚水族館也在1992年关闭。2005年，智利和哥斯达黎加都禁止人工飼養鯨豚類。然而截至2010年，全欧洲仍有约60家鲸豚水族馆，日本、美國和墨西哥也有相当数量的鯨豚水族馆。